# Comté de Wilcox (Alabama)
Pour les articles homonymes, voir Comté de Wilcox.
Le comté de Wilcox est un comté des États-Unis, situé dans l'État de l'Alabama.

## Personnalité liée à la commune
- Marie Foster (1917 – 2003), militante pour le mouvement des droits civiques des noirs américains aux États-Unis

## Démographie
| 1820  | 1830  | 1840   | 1850   | 1860   | 1870   | 1880   | 1890   |
| ----- | ----- | ------ | ------ | ------ | ------ | ------ | ------ |
| 2 917 | 9 548 | 15 278 | 17 352 | 24 618 | 28 377 | 31 828 | 30 816 |

| 1900   | 1910   | 1920   | 1930   | 1940   | 1950   | 1960   | 1970   |
| ------ | ------ | ------ | ------ | ------ | ------ | ------ | ------ |
| 35 631 | 33 810 | 31 080 | 24 880 | 26 279 | 23 476 | 18 739 | 16 303 |

| 1980   | 1990   | 2000   | 2010   | 2020   | - | - | - |
| ------ | ------ | ------ | ------ | ------ | - | - | - |
| 14 755 | 13 568 | 13 183 | 11 670 | 10 600 | - | - | - |